# 朗科弗尔山

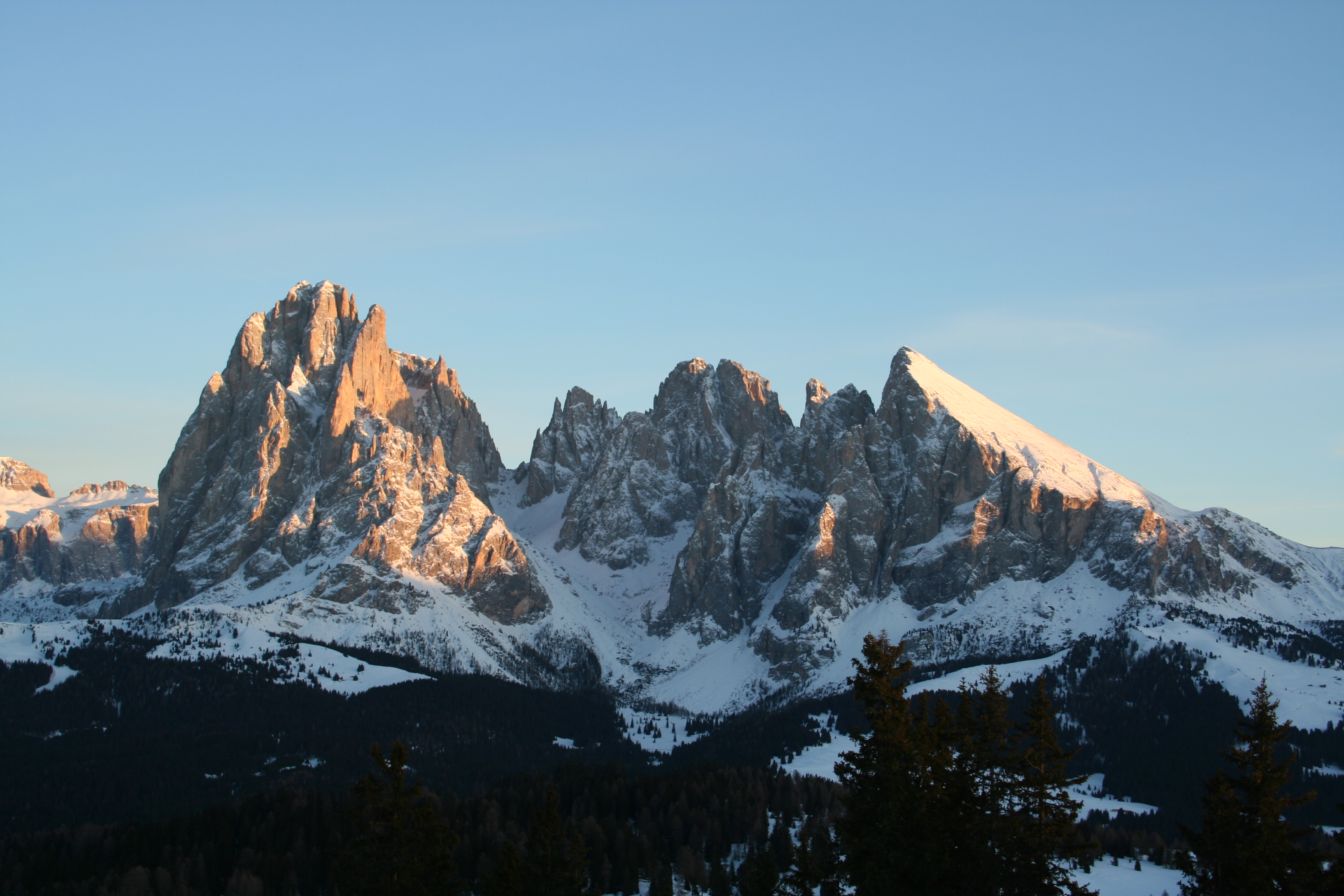

46°31′18″N 11°43′48″E / 46.521784°N 11.729965°E
朗科弗尔山（德語：Langkofelgruppe）是意大利的山脈，位於該國東北部，由特倫蒂諾-上阿迪傑大區負責管轄，屬於多洛米蒂山的一部分，海拔高度3,181米，山體在三疊紀時期形成。